# Marie-Louise Ruedin
 (décembre 2024).
Marie-Louise Ruedin (née Louise Ruedin le 22 novembre 1880 à Corgémont et morte le 8 avril 1960 au Mont-Pèlerin) était une religieuse catholique suisse qui sauva pendant la guerre d'indépendance turque la vie à environ 6 000 chrétiens et juifs.

## Biographie
Louise Ruedin, fille de James Louis et Marie Virgine Ruedin-Soguel, est née à Corgémont dans le Jura bernois, et a grandi à Fontainemelon.
Dans sa jeunesse, elle a régulièrement rendu visite aux malades à l'hôpital catholique de la Providence à Neuchâtel et a décidé de joindre la communauté des sœurs de Saint Vincent qui y ont travaillé. Après une formation à Fribourg et à la maison mère à Paris, elle a été envoyée en Anatolie dans l'ancien Empire ottoman. À Aydın, des juifs, des musulmans, des chrétiens de l'Europe et de l'Arménie vivaient dans une harmonie relative. Sa congrégation y avait un dispensaire et une école. Les notables turcs ont envoyé leurs enfants dans cette école catholique parce qu'elle bénéficiait d'une excellente réputation. Louise - devenue Sœur Marie - enseigna le français et l'allemand.
Après le déclenchement de la Première Guerre mondiale, les sœurs d'Aydın en Anatolie ont été isolées. L'école a été transformée en hôpital militaire. Marie-Louise et ses compagnes soignèrent des centaines de malades et de soldats turcs blessés. Beaucoup étaient atteints de rougeole et de choléra. Après la capitulation ottomane, le débarquement de l'armée grecque déclenche la guerre d'indépendance turque. En juin 1919, trois gendarmes français étaient stationnés pour la protection des deux sœurs, Marie-Louise et Gabrielle, qui restaient dans la province d'Aydın. L'armée grecque conquit Aydın trois jours plus tard. Pendant le chaos qui a suivi la guerre, la ville a changé de mains à plusieurs reprises de côté grec et turc. Contre l'avis des gendarmes français, Marie-Louise Ruedin a ouvert les portes du monastère pour la population civile, quelle que soit leur religion. Leurs contacts étroits avec les notables turcs, jadis parents d'élèves, empêcha un bain de sang et a permis, après la fin de la guerre, l'évacuation de plus de 6 000 chrétiens et juifs.
Le 16 juillet 1919, sœur Gabrielle Hoppe, sœur Marie-Louise Ruedin et les trois gendarmes français ont été décorés avec la croix de guerre hellénique. Arrivée à Galata (Istanbul), le cardinal Dubois de Rouen a communiqué à sœur Marie-Louise le 1er mars 1920 sa lettre de nomination comme chevalier de la Légion d'honneur française.
Après les événements tragiques d'Aydın, sœur Marie-Louise a vécu à Galata, Paris, Tunis et Pèlerin-sur-Vevey, où elle mourut le 8 avril 1960.